# Ciasna
Ciasna (deutsch Cziasnau, 1936–1945 Teichwalde) ist eine Ortschaft in Oberschlesien. Administrativ liegt sie in der Gemeinde Ciasna (Cziasnau) im Powiat Lubliniecki (Landkreis Lublinitz) in der Woiwodschaft Schlesien. Sie ist der Sitz der gleichnamigen Gemeinde.

## Geografie

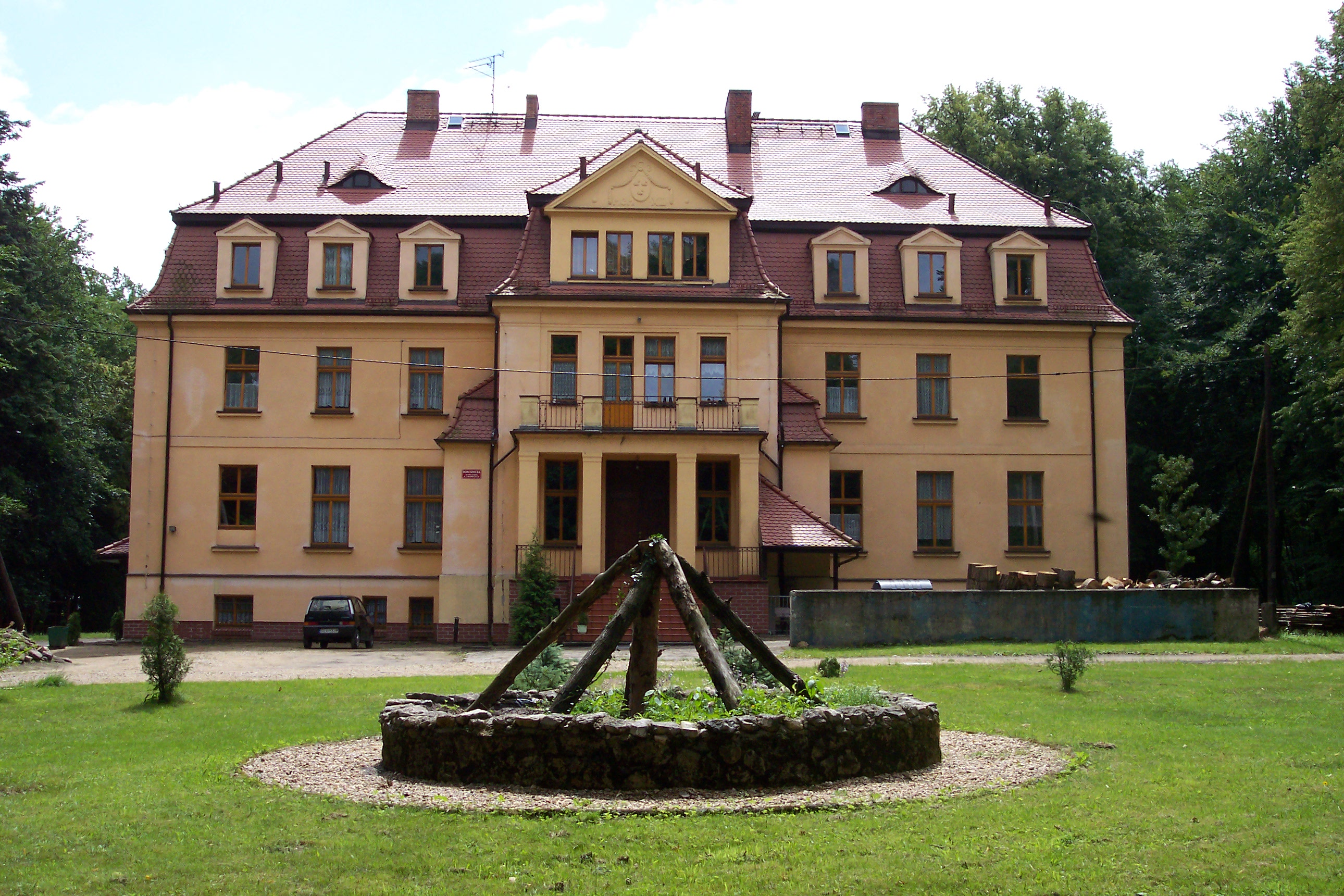
Schloss in Ciasna, heute Kinderheim

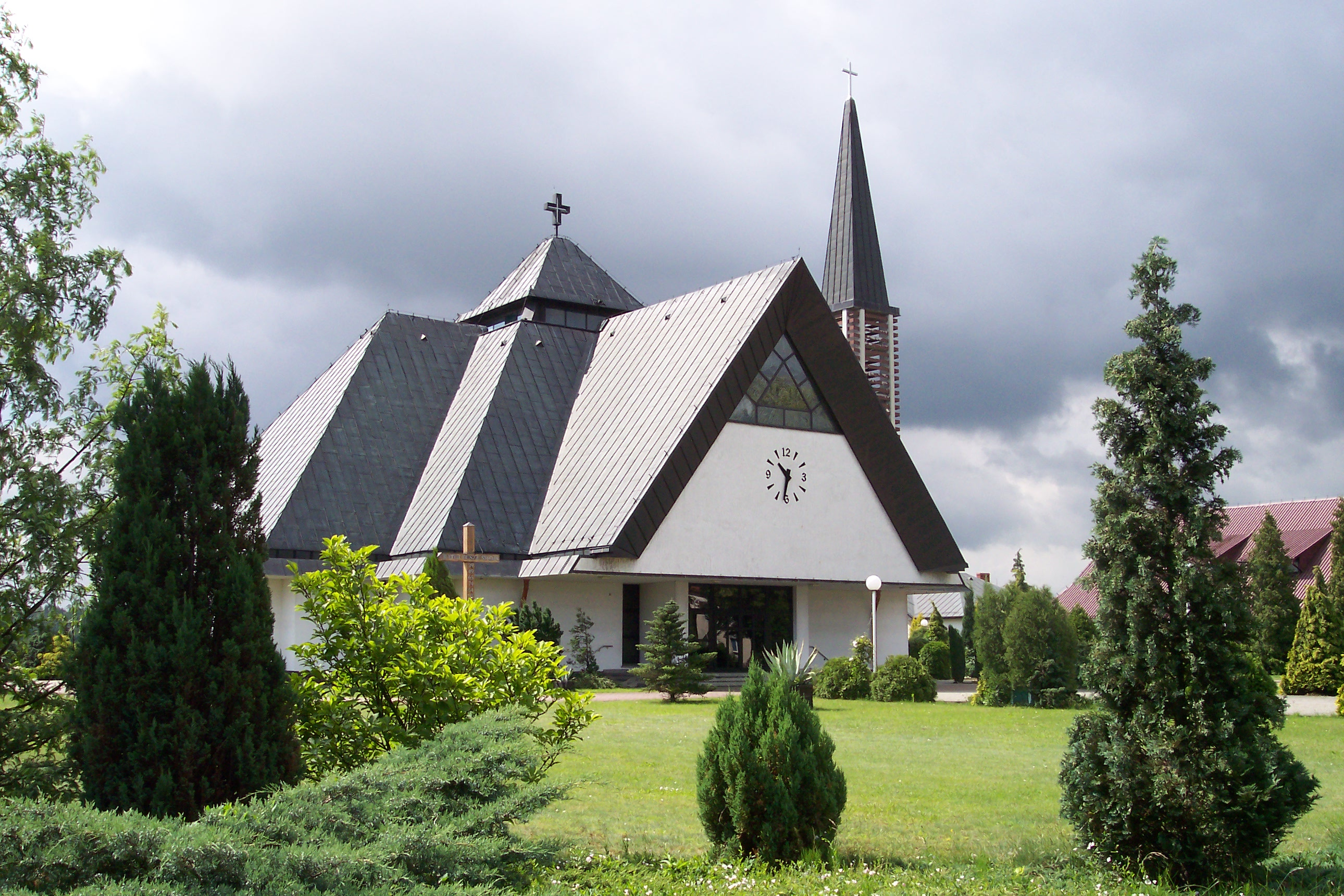
Kirche

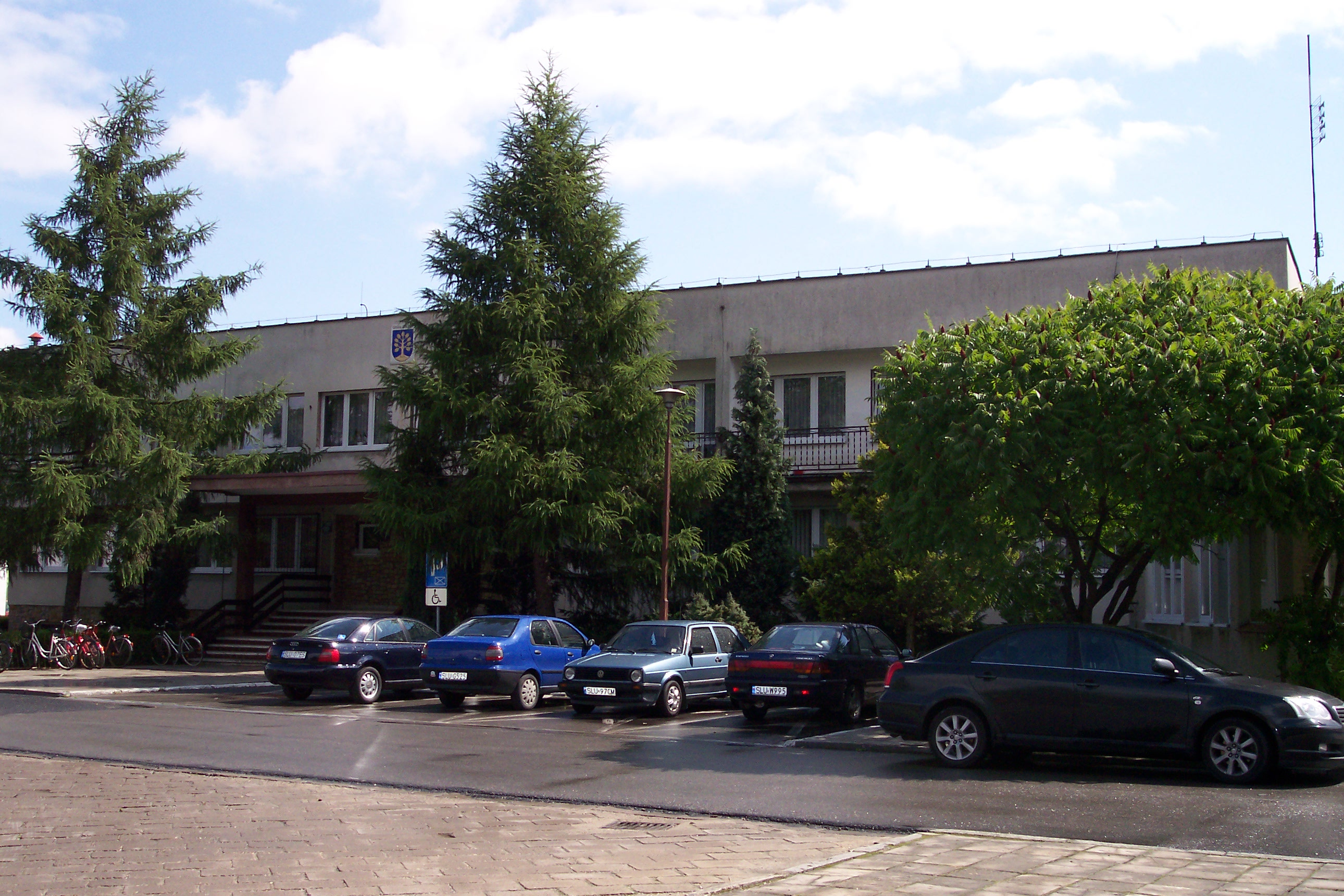
Gemeindeamt

Ciasna liegt zehn Kilometer nordwestlich von der Kreisstadt Lubliniec (Lublinitz) und 63 Kilometer nordwestlich von der Woiwodschaftshauptstadt Kattowitz.

## Geschichte
1742 kam der Ort mit dem Großteil Schlesiens an Preußen. Der Ort wurde 1783 im Buch Beyträge zur Beschreibung von Schlesien als Cziasko erwähnt und gehörte einem Herrn von Stürmer und lag im Kreis Lublinitz (Lublinetz) des Fürstentums Oppeln. Damals hatte er ein herrschaftliches Vorwerk, neun Gärtner, acht Gärtner und sechs Häusler. Ab 1816 gehörte der Ort zum Regierungsbezirk Oppeln. 1865 bestand Cziasnau aus einem Rittergut und einem Dorf. Der Ort hatte zu diesem Zeitpunkt zehn Bauern, zehn Gärtner, acht Halbgärtner und acht Häuslerstellen. Die katholischen Einwohner waren nach Lubetzko eingepfarrt, die evangelischen nach Mollna, eingeschult waren sie nach Mollna. Das Rittergut hatte eine Brennerei. Zum Rittergut gehörten die Vorwerke Cziasnau, Schwirz, Jaschkowe, Neuhof und Gaidowe, sowie die Orte Jezowa und Mollna.
Bei der Volksabstimmung in Oberschlesien am 20. März 1921 stimmte im Ort eine Mehrheit der Stimmen für den Verbleib bei Deutschland abgegeben (203, bzw. 66 % der gültigen Stimmen). Der Stimmkreis Lublinitz, dem Cziasnau angehörte, wurde in der Folge zwischen Deutschland und Polen aufgeteilt. Die Kreisstadt Lublinitz fiel an Polen, Cziasnau verblieb mit dem westlichen Gebietsteil als neugebildeter Kreis Guttentag in der Weimarer Republik und lag unmittelbar an der neuen Staatsgrenze. Von 1934 bis 1935 wurde eine Schrotholzkirche aus dem 17. Jahrhundert aus Botzanowitz (Landkreis Rosenberg O.S.) nach Cziasnau transloziert. 1985 wurde sie durch ein Feuer zerstört. Zum 22. Juli 1936 wurde der Ort im Zuge einer Welle von Ortsumbenennungen der NS-Zeit in Teichwalde umbenannt. Bis 1945 befand sich der Ort im Landkreis Loben (zwischenzeitlich im Landkreis Guttentag).
1945 kam der bis dahin deutsche Ort unter polnische Verwaltung und wurde anschließend der Woiwodschaft Schlesien angeschlossen und ins polnische Ciasna umbenannt. 1950 kam der Ort zur Woiwodschaft Kattowitz. 1975 kam der Ort zur neugegründeten Woiwodschaft Tschenstochau. 1999 kam der Ort zum wiedergegründeten Powiat Lubliniecki und zur neuen Woiwodschaft Schlesien.

## Bauwerke und Sehenswürdigkeiten
- Moderne römisch-katholische Kirche.
- Schloss aus dem frühen 20. Jahrhundert mit Parkanlage.[6]